# 欧阳高
歐陽高（？—？），字子陽，千乘郡（今广饶县）人，西汉经学家。
歐陽生的曾孫。教授《歐陽尚书》。前136年，汉武帝置“五经博士”，歐陽高被立为博士，是漢朝第一位尚書博士，後來成为太學的學官。有弟子林尊。